# Rixdorfer Teich
Der Rixdorfer Teich ist ein Teich im Kreis Plön im deutschen Bundesland Schleswig-Holstein südlich der Ortschaft Lebrade. Er liegt im Naturschutzgebiet Rixdorfer Teich und Umgebung und ist 30,2 Hektar groß.